# 北戴河观音寺
北戴河观音寺，位于中国河北省秦皇岛市联峰山公园内，为秦皇岛市北戴河区的一个省级文物保护单位，类型为古建筑，公布时间为2001年2月7日。
北戴河观音寺的历史年代为明代。